# RKHV Volendam
Der HV KRAS/Volendam ist ein 1963 gegründeter Handballverein aus der niederländischen Gemeinde Edam-Volendam.

## Männer
Die Männermannschaft des Vereins spielt seit 2000 in der Eredivisie, der höchsten niederländischen Spielklasse, und hat seitdem siebenmal die Meisterschaft und achtmal den Pokal gewonnen. Zudem wurde sie siebenmal Supercupsieger. Außerdem gewann sie bisher dreimal die Benelux-Liga, einen 2008 gegründeten Wettbewerb, bei dem jeweils vier belgische, luxemburgische und niederländische Mannschaften gegeneinander antreten.
Seit 2003 nimmt KRAS/Volendam regelmäßig an internationalen Handballwettbewerben, wie dem EHF Challenge Cup, dem  Europapokal der Pokalsieger und  dem EHF-Pokal, bzw. dessen Nachfolgewettbewerb EHF Europa Pokal, teil. In den Spielzeiten 2005/06, 2006/07 und 2013/14 startete das Team in der EHF Champions League, scheiterte aber jeweils in der Qualifikation für die Hauptrunde.
Die Spiele des Vereins werden in der 1200 Zuschauer fassenden Sporthal Opperdam ausgetragen.

### Mannschaftskader Saison 2019/20
| Nr. | Nat.                   | Name               | Pos. | Größe  | Geburtsdatum  | Alter | seit | NS   |
| --- | ---------------------- | ------------------ | ---- | ------ | ------------- | ----- | ---- | ---- |
| 12  | Niederlande            | Gerrie Eijlers     | TW   | 1,93 m | 9. Mai 1980   | 44    | 2017 | ja   |
| 20  | Niederlande            | Dennis Schellekens | TW   | 1,88 m | 8. Okt. 1990  | 34    | 2015 | nein |
| 02  | Niederlande            | Robin Nagtegaal    | RA   | 1,86 m | 21. Jan. 1999 | 26    |      | nein |
| 04  | Niederlande            | Tim Claessens      | KM   | 1,96 m | 9. Jan. 1996  | 29    | 2017 | nein |
| 06  | Niederlande            | Jeroen Roefs       | KM   | 1,93 m | 28. Okt. 1998 | 26    |      | nein |
| 09  | Niederlande            | Jordy Baijens      | LA   | 1,88 m | 3. Mai 1996   | 28    | 2016 | nein |
| 10  | Montenegro             | Ognjen Leković     | RR   | 1,88 m | 2. Apr. 1996  | 28    | 2019 | —    |
| 15  | Niederlande            | Leon Geus          | LA   | 1,84 m | 21. Sep. 1991 | 33    | 2009 | nein |
| 17  | Frankreich Niederlande | Florent Bourget    | RM   | 1,85 m | 12. Juni 1998 | 26    |      | nein |
| 19  | Niederlande            | Collin de Vette    | RR   | 1,92 m | 1. Nov. 1994  | 30    |      | nein |
| 20  | Niederlande            | Jort Neuteboom     | RL   | 2,03 m | 18. Juni 1991 | 33    |      | nein |
| 22  | Niederlande            | Erik Blaauw        | RM   | 1,85 m | 5. Apr. 1997  | 27    |      | nein |
| 23  | Niederlande            | Sander Visser      | RA   | 1,79 m | 4. Mai 1999   | 25    | 2018 | nein |
| 24  | Niederlande            | Robin Jansen       | RL   | 1,94 m | 23. Juni 1995 | 29    | 2018 | nein |

- Trainer:  Hans van Dijk
- Co-Trainer:  Mark Neeft

### Bekannte ehemalige Spieler
- Jasper Adams
- Dani Baijens
- Marco Beers
- Jesper Bruno Bramanis
- Martijn Cappel
- Zarko Čurić
- Joey Duin
- Jan Josef
- Patrick Kersten
- Eduard Klyuyko
- Boj van Limbeek
- Patrick Miedema
- Igor Mršulja
- Bobby Schagen
- Tom Schilder
- Jorn Smits
- Jasper Snijders
- Matthijs Vink

### Ehemalige Trainer
- 0000–0000  Patrick Kersten
- 2012–2016  Mark Schmetz

### Erfolge
- Niederländischer Meister (7): 2005, 2006, 2007, 2010, 2011, 2012 und 2013
- Niederländischer Pokalsieger (8): 2006, 2007, 2009, 2010, 2011, 2013, 2014 und 2019
- Niederländischer Supercupsieger (7): 2005, 2006, 2009, 2010, 2011, 2012 und 2015
- Benelux-Liga-Sieger (3): 2010, 2011 und 2012

## Frauen
Die Frauenmannschaft spielt unter dem Namen Garage Kil/Volendam seit der Saison 2019/20 ebenfalls in der Eredivisie.

### Erfolge
- Aufstieg in Eredivisie (1): 2019